# Agia (gemeente)
Agia (Grieks: Αγιά) is een plaats en sedert 2011 een fusiegemeente (dimos) in de Griekse bestuurlijke regio (periferia) Thessalië.
De vier deelgemeenten (dimotiki enotita) van de fusiegemeente zijn:
- Agia (Αγιά)
- Evrymenes (Ευρυμενές)
- Lakereia (Λακέρεια)
- Melivoia (Μελίβοια)